# (28475) Garrett
(28475) Garrett est un astéroïde de la ceinture principale.

## Description
(28475) Garrett est un astéroïde de la ceinture principale. Il fut découvert le 1er février 2000 aux monts Santa Catalina par le programme CSS. Il présente une orbite caractérisée par un demi-grand axe de 2,28 UA, une excentricité de 0,12 et une inclinaison de 4,7° par rapport à l'écliptique.